# Agfa Box

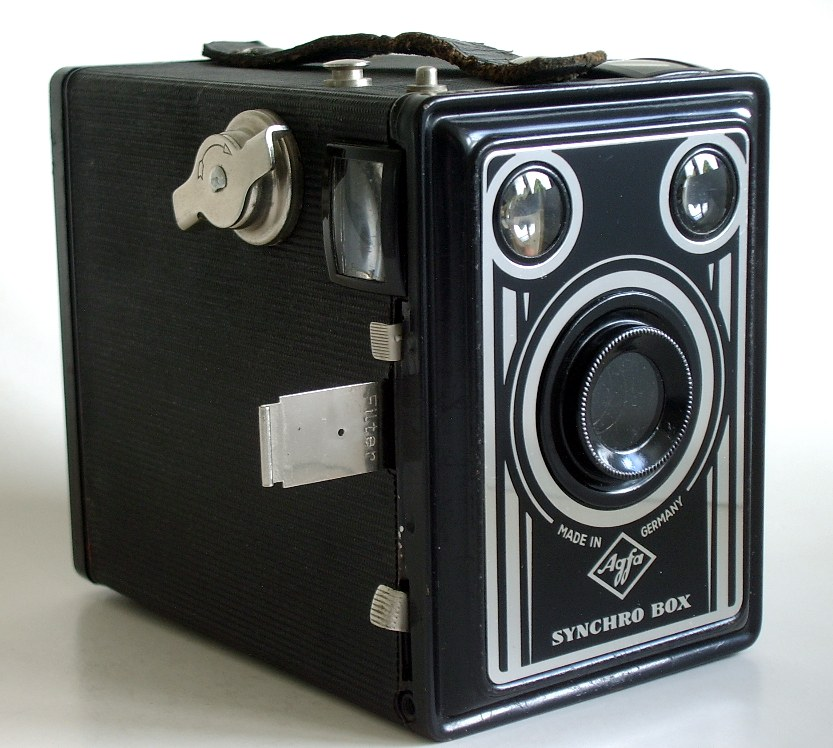
Agfa Box 600, zvaný též Synchro-Box

Agfa Box je série fotografických kamer, především formátu negativu 6×9 cm. Byly vyráběny v letech 1930 až 1957 (případně až do roku 1965, pokud se počítá verze Clack) společností Agfa Gevaert v různých variantách. 

## Agfa Clack
Agfa Clack vyráběla společnost v letech 1954 – 1965. V Severní Americe se fotoaparát prodával pod označením Agfa Weekender. Jednalo se o jednoduchý fotoaparát určený pro masový trh. Vyrobilo se ho okolo 1,65 miliónu kusů, tedy více než všech dalších modelů Agfa boxů dohromady. Používá 120 film, na které vytváří negativy o velikosti 6x9 cm. Tyto se obvykle kopírovaly kontaktně – obrázky se nezvětšovaly, ale přímo se přenášely na fotografický papír z negativu.
Fotoaparát měl jenom jednu rychlost závěrky a, v závislosti na modelu, buď jednu clonu f/11 nebo na výběr ze dvou – f/11 nebo f/16.

## Galerie

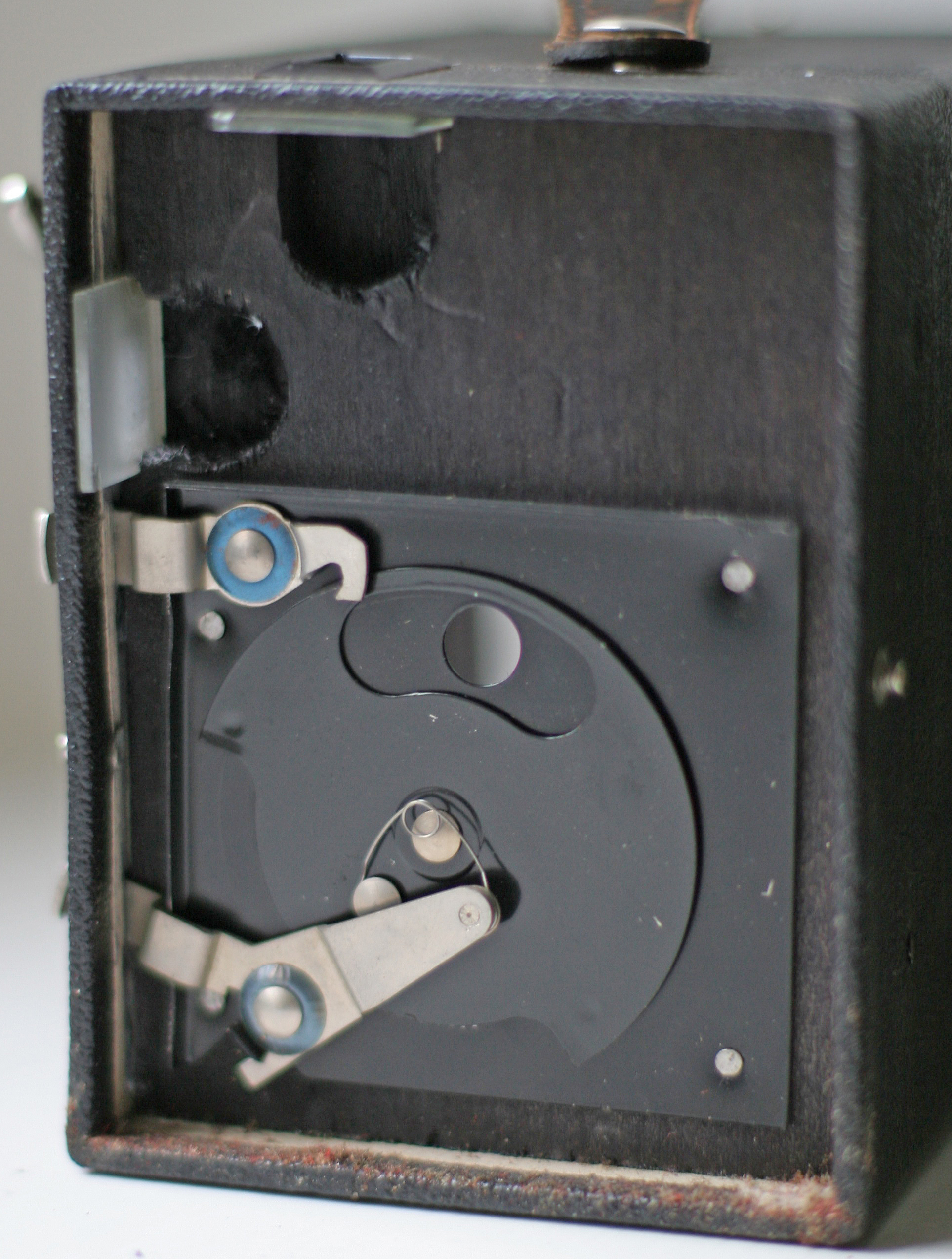
Rotační závěrka modelu Agfa Box 44
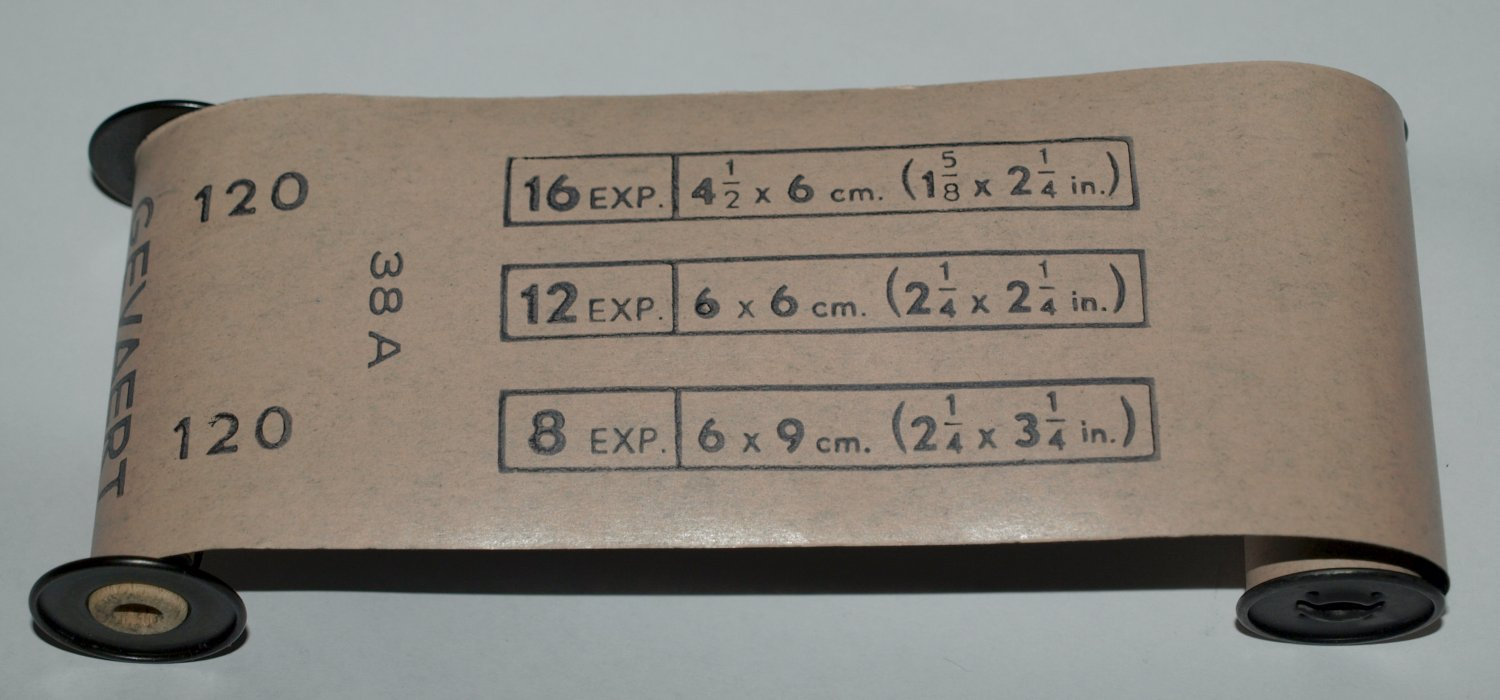
Svitkový film typu 120
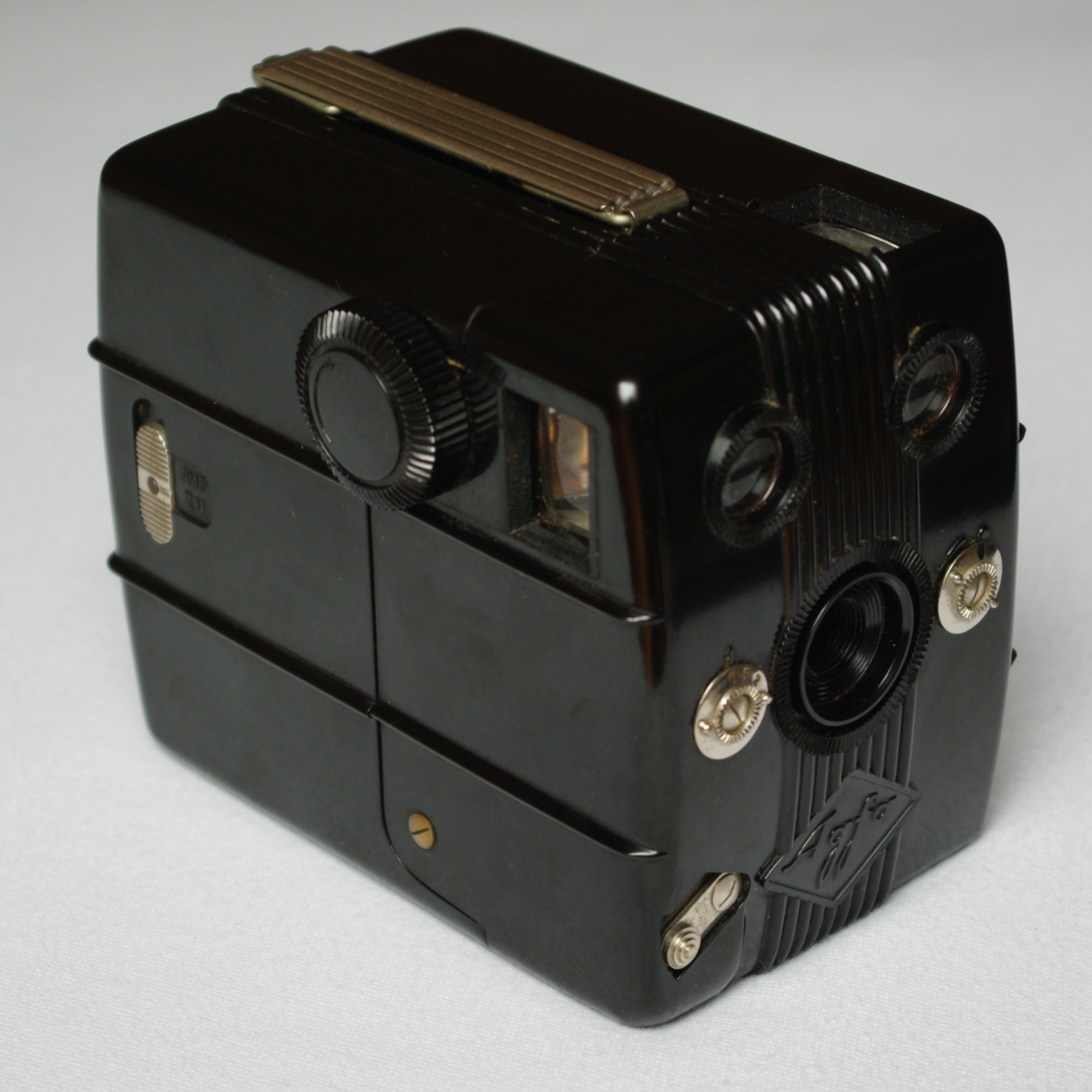
Zachovalý Agfa Trolix Box
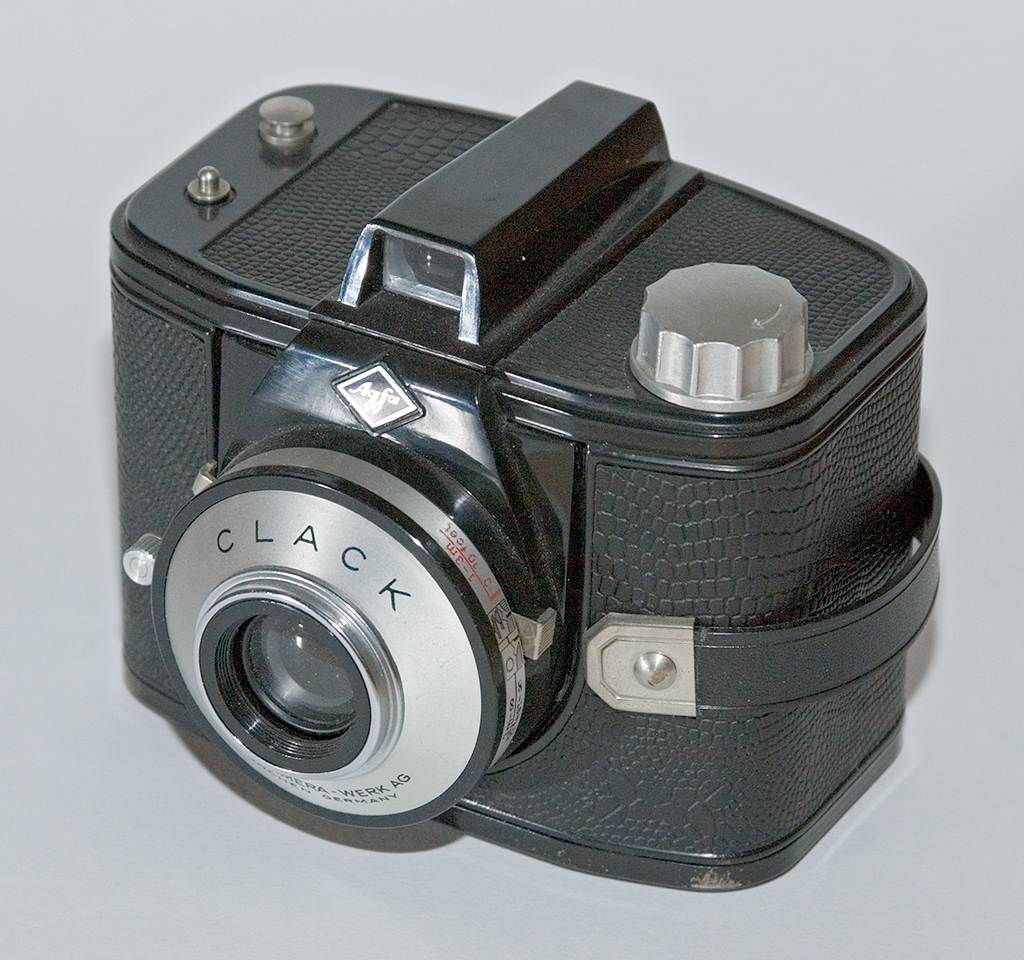
Agfa Clack